# Основной союзник вне НАТО
«Основной союзник вне НАТО» (англ. Major Non-NATO Ally или MNNA) — термин, применяемый для обозначения союзников США, не являющихся членами НАТО.

## История
Статус MNNA впервые возник в 1987 году, благодаря разделу 2350a, добавленному американским сенатором Самюэлем Нанном к 10 разделу Кодекса США. Наличие статуса не определяется участием соответствующих стран в тех или иных военных блоках: союзники в данном статусе утверждаются распоряжением министра обороны США (при наличии согласия государственного секретаря). Изначально MNNAs были: Австралия, Египет, Израиль, Южная Корея и Япония.
21 июля 1996 года основные союзники США вне НАТО получили дополнительные военные и финансовые выгоды, когда в 22 параграф (внешнеэкономические связи) Кодекса США был добавлен раздел 2321k (также известный как раздел 517 закона США «Об иностранной помощи»: его первая редакция вступила в силу ещё в 1961 году); помимо этого они были освобождены от ограничений, налагаемых «Актом об экспортном контроле над вооружениями» (англ. Arms Export Control Act). Президент США теперь может назначить государство основным союзником в течение 30 дней после уведомления со стороны конгресса.
В 2014 году в Конгресс был внесён законопроект, согласно которому данный статус может быть предоставлен также Грузии, Молдавии и Украине.

## Значение статуса
Введение подобного статуса в двухсторонних отношениях определяет приоритетность развития отношений США с этими странами, в том числе, возможность участия в совместных оборонных инициативах, возможность проведения совместных исследований военного характера, участие в ряде ограниченных контртеррористических мероприятий, поставка ограниченных видов вооружения, совместное участие в космических проектах. Статус MNNA был законодательно определён в 1989 году.

## Обладатели статуса MNNA
Следующие страны обладают статусом основного союзника США вне НАТО (в порядке его получения):

### При президентеРональде Рейгане
1.  Израиль с 1987 года
 2.  Австралия с 1987 года
 3.  Египет с 1987 года
 4.  Япония с 1987 года
 5.  Республика Корея с 1987 года

### При президентеБилле Клинтоне
6.  Иордания с 1996 года
 7.  Новая Зеландия с 1997 года
 8.  Аргентина с 1998 года — МЕРКОСУР

### При президентеДжордже Буше — младшем
9.  Бахрейн с 2002 года
10.  Филиппины с 2003 года — Ассоциация государств Юго-Восточной Азии (ASEAN)
11.  Таиланд с 2003 года — Ассоциация государств Юго-Восточной Азии (ASEAN)
12.  Тайвань (де-факто) c 2003 года
13.  Кувейт с 2004 года
14.  Марокко с 2004 года
15.  Пакистан с 2004 года

### При президентеБараке Обаме
16.  Тунис с 2015 года

### При президентеДональде Трампе
17.  Бразилия с 2019 года

### При президентеДжо Байдене
18.  Катар с 2022 года
19.  Колумбия c 2022 года
20.  Кения с 2024 года

## Кандидаты
Некоторые страны могут быть близки к назначению:
- Азербайджан с 2023[24][25] — ГУАМ
- Вьетнам c 2023[26][27] — Ассоциация государств Юго-Восточной Азии (ASEAN)
- Сингапур c 2005[28][29] — Ассоциация государств Юго-Восточной Азии (ASEAN)
- Армения c 2022[30][31] — ОДКБ
- Мексика с 2022[32]
- Молдова с 1992 года[33] — ГУАМ
- Грузия с 2008 года[34] — Иностранная военная помощь Украине в российско-украинской войне
- Украина с 2014 года[35] — ГУАМ
- Саудовская Аравия c 2015 года[36] — Совет сотрудничества арабских государств Персидского залива
- Оман c 2015 года[36] — Совет сотрудничества арабских государств Персидского залива
- Объединённые Арабские Эмираты c 2015 года[36] — Совет сотрудничества арабских государств Персидского залива
- Индия c 2019 года[37] — Ассоциация регионального сотрудничества Южной Азии
- Ирак c 2021 года[38] — Лига арабских государств

### Украина
21 июля 2014 года президент Украины Пётр Порошенко заявил, что есть основания обратиться в Конгресс США о предоставлении Украине спецстатуса — главного союзника вне блока НАТО. 19 сентября президент США Барак Обама отказал Украине в получении статуса основного союзника США вне НАТО.
11 декабря 2014 Сенат США (верхняя палата Конгресса) поддержал законопроект S.2828 под названием «Акт поддержки свободы в Украине 2014» о предоставлении Украине вооружения и статуса союзника без членства в Организации Североатлантического договора (НАТО). Аналогичный законопроект под номером H.R.5782 должен также быть поддержанным Палатой представителей (Нижняя палата Конгресса), и только потом президент США Барак Обама должен будет решать, поддерживать решения Конгресса, или наложить вето.
В 2017 году Верховная Рада Украины большинством в 232 голоса отправила в Конгресс США обращение о получении статуса Украины как основного союзника США вне НАТО. 1 июня 2019 года Палата представителей Конгресса США представила законопроект, предусматривающий усиление поддержки суверенитета и территориальной целостности Украины, расширение оборонной помощи и предоставление Украине статуса нового главного военно-политического союзника США.

### Армения
Хоть Армения и состоит в ОДКБ, но некоторые прозападные политические и общественные деятели в Армении призывают выйти из него и либо стать основным союзником вне НАТО, либо подавать заявку на вступление в НАТО. Европейская партия Армении и национальный демократический полюс выступают за членство Армении в НАТО, а Армянское национальное движение призывает к развитию более глубоких отношений с НАТО. Хельсинкская гражданская ассамблея представила документ с рекомендациями Нэнси Пелоси во время её визита в Ереван в сентябре 2022 года. Одна из рекомендаций заключалась в предоставлении Армении статуса MNNA. Некоторые американские политики, такие как Сэм Браунбэк, также выступали за предоставление Армении статуса MNNA. 21 июня 2023 года Браунбэк заявил: «Армения является естественным долгосрочным союзником Соединённых Штатов. Армении должен быть предоставлен статус основного союзника США, не входящего в НАТО». 23 февраля 2024 года премьер-министр Армении Никол Пашинян подтвердил, что Армения заморозила свое участие в ОДКБ. Пашинян заявил: «Мы практически заморозили наше участие в этом договоре» и «членство в ОДКБ находится на рассмотрении» во время интервью в прямом эфире. 28 февраля 2024 года во время выступления в Национальном собрании Пашинян далее заявил, что ОДКБ представляет собой «угрозу национальной безопасности Армении».

### Ирак
Ирак и США имеют стратегическое партнёрство, которое было основано в Стратегическом рамочном соглашении, подписанном в 2008 году. Соглашение охватывает ряд областей, включая безопасность, экономику и культуру. В 2003 году США оказывали военную и экономическую помощь Ираку после свержения режима Саддама Хусейна. Также войска США были развернуты в Ираке для поддержки иракских сил безопасности в их борьбе с ИГ. Хоть боевая миссия США в Ираке закончена в 2021, США продолжает оказывать экономическую и военную помощь Ираку.

## Бывшие обладатели статуса МNNA
- Исламская Республика Афганистан (2012—2022): статус был присвоен администрацией Обамы в 2012 году[44][45]; фактически прекратил функционировать после того как Исламская Республика пала во время наступления «Талибана» в 2021 году, в результате чего Афганистан стал Исламским Эмиратом во главе с «Талибаном». Администрация Байдена официально уведомила Конгресс об отзыве статуса MNNA у Афганистана в июле 2022 года[46][47].